# Бєсєдін Олексій Миколайович
Олексій Миколайович Бесєдін (нар. 25 січня 1959, Харків) — український автогонщик, президент автомобільного клубу «Харків», директор ралійної команди XADO Motorsport. Функціонер Автомобільної федерації України (FAU), член Комісії Автомобільного Спорту FAU і член Комітету ралі FAU, відповідальний за розвиток національних серій і підготовку спортсменів. Беззмінний (1997—2017 рр.) організатор і директор щорічних змагань з автоспорту, які постійно проводяться у Харківській області. Генеральний директор ТОВ «Моторспорт». Майстер спорту.

## Біографія
Закінчив Харківський політехнічний інститут за фахом колісні й гусеничні машини. Працював на заводі ім. В. О. Малишева. В 2007 р. одержав другу вищу освіту, закінчивши Харківську академію фізичної культури.
1986—1993 рр. — заступник генерального директора Виробничого об'єднання «Харків», з 1993 р. — генеральний директор. В 2000 р. був обраний президентом автомобільного клубу Харків, в 2002 р. організував спортивну команду «АВЭК Моторспорт». В 2007 р. організував ралійну автомобільну команду XADO Motorsport.
В 1997 р. зайнявся адміністративною діяльністю. Організатор щорічних зимових змагань «Слобожанська Хуртовина» на харківському іподромі, щорічного першого етапу Чемпіонату України з автомобільного кросу «XADO-Maximum» (раніше — «День Перемоги») на трасі у сел. Черкаська Лозова, та ралі «XADO DRC» (DRC — Dergachi Rally Camp).
Керівник відокремленого підрозділу Федерації автоспорту України в Харківській області, член Ради відокремлених підрозділів FAU.
За сумісництвом — викладач Харківської академії фізкультури на спеціальності Автоспорт.

## Спортивні досягнення
Спортивну кар'єру почав в 1975 р. з виступів в автокросі. З 1971 р. виступав на карті, з 1979 р. — на автомобілі класу Формула-4.
1981 року перейшов у ралі й виступав у команді ХАДІ. Кількаразовий призер республіканських змагань.
1988 року перейшов в автомобільний крос.
У 1990 році — Чемпіон України в класі 1600. Протягом 1991—2000 років — кількаразовий срібний і бронзовий призер Чемпіонатів України в кросі й кільцевих перегонах.

## Родина
Одружений, має сина Станіслава Бєсєдіна — український автогонщик, пілот команди XADO Motorsport.